# Belgere
Belgerne (Latin: Belgae) var en stor sammenslutning af stammer, der boede i det nordlige Gallien – mellem Den Engelske Kanal, Rhinens vestlige bred og Seinens nordlige bred – fra mindst det tredje århundrede f.Kr. De blev grundigt beskrevet af Julius Cæsar i hans beretning (Commentarii de Bello Gallico) om hans krige i Gallien. Romerne – anført af Cæsar – påbegyndte deres erobring af området i år 57 f.Kr. og den blev afsluttet under ti år senere.
Både Cæsar og andre klassiske forfattere omtalte dem som gallere, men som forskellige fra "keltiske" gallere. I henhold til Cæsar talte de et keltisk sprog, men havde germanske aner. Nogle folk i det sydlige Britannien blev også kaldt belgere og var tilsyneladende flyttet fra kontinentet De Britiske Øer. T. F. O'Rahilly mente, at nogle var flyttet længere vestpå, og han identificerede dem med Fir Bolg i Irland. Den romerske provins Gallia Belgica – som blev dannet i 22 f.Kr. – blev opkaldt efter de kontinentale belgere. Betegnelsen blev brugt frem til i dag og afspejles samtidig i navnet på det moderne land Belgien.

## Etymologi
Konsensus blandt lingvister er, at det etniske navn Belgae sandsynligvis stammer fra den proto-keltiske rod *belg- eller *bolg-, der betyder "at svulme (især af vrede/kampraseri/osv.)", beslægtet med det nederlandske adjektiv gebelgd "meget vred" (svagt perfekt participium af verbet belgen "at blive vred") og verbolgen "værende vred" (stærkt perfekt participium af det forældede verbum verbelgen "at gøre vred"), samt det oldengelske verbum belgan, "at være vred" (fra urgermansk *balgiz), som i sidste ende stammer fra den proto-indoeuropæiske rod *bhelgh- ("at svulme, bule, bølge"). Således kunne et proto-keltisk etnisk navn *Bolgoi fortolkes som "folket der svulmer (især af vrede/kampraseri).

## Belgernes oprindelse
Cæsar bruger termen Belgium, som en geografisk underregion, der omfatter bellovakerne, ambianerne, atrebaterne og veromanduerne. Disse fire samfund anses generelt for at have været de oprindelige belgere i Gallien.
Julius Cæsar beskriver Gallien på tidspunktet for hans erobringer (58–51 f.Kr.) som delt i tre dele, beboet af aquitanerne i sydvest, gallerne i den største centrale del – som på deres eget sprog blev kaldt keltere – og belgerne i nord. Han bemærkede, at hver af disse tre dele adskilte sig med hensyn til skikke, love og sprog. Han noterede, at belgerne var "de tapreste, fordi de er længst væk fra [vores] provins' civilisation og forfinelse, og købmænd sjældnest besøger dem og importerer de ting, der har tendens til at forbløde sindet; og de er nærmest germanerne, der bor hinsides Rhinen, som de konstant er i krig med". Kilder fra antikken – såsom Cæsar – er ikke altid klare om de ting, der bruges til at definere etnicitet i dag. Mens Cæsar beskrev belgerne som tydeligt forskellige fra gallerne, bemærkede Strabon, at forskellene mellem kelterne (gallerne) og belgerne i udseende, sprog, politik og levevis var små. Dette stod i kontrast til forskellen mellem aquitanerne og kelterne. Det faktum, at belgerne boede i Gallien, betyder, at de på en måde var gallere. Dette kan være Cæsars mening, når han siger: "Belgerne har den samme metode til at angribe en fæstning som resten af gallerne".

## Sprog
Cæsars bog Commentarii de Bello Gallico begynder: "Hele Gallien er delt i tre dele, hvoraf den ene bebos af belgerne, den anden af aquitanerne, den tredje af dem, der på deres eget sprog kaldes keltere, på vores gallere. Alle disse adskiller sig fra hinanden i sprog, skikke og love." Mange moderne forskere mener dog, at belgerne var en keltisk-talende gruppe. På den anden side kan i det mindste en del af belgerne også have haft betydelige kulturelle og historiske forbindelser til folk øst for Rhinen – herunder germanske folk – at dømme ud fra arkæologiske, stednavns- og tekstlige beviser. Det er også blevet hævdet på baggrund af stednavnsstudier, at det ældre sprog i området ikke var keltisk (se teorien Nordwestblock), og at keltisk – selvom det var indflydelsesrigt blandt eliten – måske aldrig har været hovedsproget i den del af det belgiske område nord for Ardennerne. For eksempel foreslog den belgiske forsker Maurits Gysseling, at belgerne forud for keltiske og germanske påvirkninger kan have udgjort en distinkt gren af indoeuropæisk, kaldet gammelbelgisk.